# زیردریایی کی-۲۶۶
زیردریایی کی-۲۶۶ (به انگلیسی: Russian submarine K-266) یک زیردریایی است که طول آن 154.0 m می‌باشد. این زیردریایی در سال ۱۹۹۲ ساخته شد.